# 朝陽翼龍屬
朝陽翼龍屬（意為「朝陽縣的翼」）是翼龍目翼手龍亞目神龙翼龙类的一屬，化石發現於中國遼寧省的九佛堂組，年代為下白堊紀（巴列姆階到阿普第階）。
正模標本（編號IVPP V13397）包含：顱骨的前段、下頜、頸椎、肩帶、骨盆、以及四肢。顱骨約27公分長，缺乏牙齒；翼展估計為1.85公尺，具有四根手指。朝陽翼龍是由汪筱琳、周忠和命名，他們認為朝陽翼龍的最近親是夜翼龍，並分類於夜翼龍科；脛骨／股骨、脛骨／肱骨的比例較長。與夜翼龍相比，朝陽翼龍的翼較短、後肢較長。
朝陽翼龍最初被分類於夜翼龍科，但後來的研究人員多不同意這個分類。在2006年，大衛·安文（David Unwin）的著名翼龍類書籍《The Pterosaurs: From Deep Time》中，他將朝陽翼龍歸類於古神翼龍科，古神翼龍科以大型頭冠而著名。在2006年，呂君昌與季強研究遼寧省的翼龍類，提出一個系統發生學研究，認為朝陽翼龍是種原始的神龍翼龍超科，但沒有歸類於任何一科。在2008年，大衛·安文等人認為朝陽翼龍是種原始的神龍翼龍超科，並與吉大翼龍、神州翼龍等原始物種，歸類於朝陽翼龍科。

## 外部連結
- Chaoyangopterus in The Pterosaur Database
- Chaoyangopterus in The Pterosauria